# Sagners Slavistische Sammlung
Sagners Slavistische Sammlung ist eine deutschsprachige slawistische Buchreihe, die bei Sagner in München erschien. Sie wurde von dem deutschen Slawisten Peter Rehder herausgegeben und umfasst 35 Bände. Sie erschien von 1974 bis 2014 und ist abgeschlossen. Die Reihe enthält Nachdrucke, wissenschaftliche Editionen und wichtige Monographien.

## Bände
slavistik.uni-muenchen.de
- 1: Vuk Stefanovic Karadzic: Kleine serbische Grammatik. Übersetzt und mit einer Vorrede von Jacob Grimm. - Neu hg. und eingeleitet von Miljan Mojasevic und Peter Rehder. 1974. Faksimile-Edition.
- 2: Alberto Fortis: Viaggio in Dalmazia I-II. Mit einer Einführung und Bibliographie hg. von Jovan Vukovic und Peter Rehder. 1974. Faksimile-Edition.
- 3: The New York Missal. An Early 15th-Century Croato-Glagolitic Manuscript. Ed. by Henrik Birnbaum and Peter Rehder. Part One: Facsimile Text with an Introduction by Henrik Birnbaum. 1977. Faksimile-Edition.
- 4: Die alttschechische Reimchronik des sog. Dalimil. Hg. im Jahre 1620 von Pavel Jesin von Bezdezi. Nachdruck mit einer Einleitung von Jiri Danhelka. 1981. Faksimile-Edition.
- 5: Joachim Dietze: Frequenzwörterbuch zur jüngeren Redaktion der Ersten Novgoroder Chronik. 1984.
- 6: Text - Symbol - Weltmodell. Johannes Holthusen zum 60. Geburtstag. Hg. von Johanna Renate Döring-Smirnov, Peter Rehder, Wolf Schmid. 1984.
- 7: Erzpriester V. M. Metallov: Russische Semeiographie. Zur Archäologie und Paläographie des Kirchengesangs. Paläographischer Atlas der altrussischen linienlosen Gesangsnotationen. - Kommentiert und hg. von Johann von Gardner. Nach der Ausgabe des Kais. Archäolog. Instituts "Kaiser Nikolaus II.", Moskau 1912. 1984. Faksimile-Edition.
- 8: Litterae Slavicae Medii Aevi Francisco Venceslao Mares Sexagenario Oblatae. Hg. von Johannes Reinhart. 1985.
- 9: Mauro Orbini: Il Regno degli Slavi. Nachdruck besorgt von Sima Cirkovic und Peter Rehder. Mit einem Vorwort von Sima Cirkovic. 1985. Faksimile-Edition
- 10, I +II: Ulrich Engel, Pavica Mrazovic (Hgb.): Kontrastive Grammatik Deutsch-Serbokroatisch. Autoren: Jovan Dukanovic, Ulrich Engel, Pavica Mrazovic, Hanna Popadic, Zoran Ziletic. Mit einem Vorwort von Rudolf Filipovic. 1986.
- 11: Velimir Chlebnikov 1885-1985. Hg. von Johannes Holthusen, Johanna Renate Döring-Smirnov, Walter Koschmal, Peter Stobbe. 1986.
- 12: Boris Andreevic Uspenskij: Istorija russkogo literaturnogo jazyka (XI-XVII vv.). 1987.
- 13: Vera Bojic: Vuks musikalische Erben. Neue Materialien zur Rezeption serbischer Volkslieder in der europäischen Musik. Texte und Noten. - Vukovo naslede u evropskoj muzici. 1987.
- 14: Petr Andreevic Gil'tebrandt: Spravocnyj i objasnitel'nyj Slovar' k Novomu Zavetu. Nachdruck besorgt von Helmut Keipert und Frantisek Václav Mares. Mit einer Einleitung "Zur Geschichte der kirchenslavischen Bibelkonkordanzen" (I. Band) und einer Einführung in "Die neukirchenslavische Sprache des russischen Typus und ihr Schriftsystem" (II. Band). Bd. I-VI (in 5 Büchern). 1988-1989.
- 15: Ars Philologica Slavica. Festschrift für Heinrich Kunstmann. Hg. von Vsevolod Setschkareff, Peter Rehder, Herta Schmid. 1988.
- 16: Georg Mayer zum 60. Geburtstag. Hg. von Ursula Bieber und Alois Woldan. 1991.
- 17: "Words Are Physicians for an Ailing Mind". For Andrzej Boguslawski on the Occasion of His 60th Birthday. Ed. by Maciej Grochowski and Daniel Weiss. 1991.
- 18: Maurice L. Hébert: Hesychasm, Word-Weaving, and Slavic Hagiography: The Literary School of Patriarch Euthymius. 1992.
- 19, I+II: Wolfgang Hock: Der Flexionsakzent im mittelbulgarischen Evangelie 1139 (NBKM). I. Akzentgrammatik. - II. Akzentwörterbuch. 1992.
- 20: Petr Andreevic Gil'tebrandt: Spravocnyj i objasnitel'nyj Slovar' k Psaltiri. Nachdruck der Ausgabe St. Petersburg 1898 mit einer Einleitung von Helmut Keipert. 1993.
- 21: Sebastian Kempgen: Die Kirchen und Klöster Moskaus - ein landeskundliches Handbuch. 1994.
- 22: Eve-Marie Schmidt-Deeg: Das New Yorker Missale. Eine kroato-glagolitische Handschrift des frühen 15. Jahrhunderts. Kritische Edition. 1994.
- 23: Ulrich Schweier: Paradigmatische Aspekte der Textstruktur. Textlinguistische Untersuchungen zu der intra- und der intertextuellen funktionalen Belastung von Strukturelementen der frühen ostslavischen Chroniken. 1995.
- 24: Ein Leben zwischen Laibach und Tübingen - Primus Truber und seine Zeit. Intentionen, Verlauf und Folgen der Reformation in Württemberg und Innerösterreich. Hg. von Rolf-Dieter Kluge.
- 25: Schmidt, Horst (Hrsg.): Russische Literatur von der Mitte des 17. Jahrhunderts bis A.S. Puschkin (1650-1825). Literatur einer werdenden Nation. Ein Lesebuch. München 1998, 357 S. ISBN 3-87690-707-1.
- 26: Vodolazkin, Evgenij G.: Vsemirnaja istorija v literature Drevnej Rusi (na materiale chronograficeskogo i palejnogo povestvovanija XI-XV vekov). München 2000. 403 S. ISBN 3-87690-766-7.
- 27: Gladrow, Wolfgang, Karl Gutschmidt, Klaus Dieter Seemann: Bibliographie slawistischer Veröffentlichungen aus Deutschland, Österreich und der Schweiz 1983/1987 - 1992. 2002. Ln. XXIV, 788 S. ISBN 3-87690-821-3.
- 28: Kuße, Holger: Metadiskursive Argumentation. Linguistische Untersuchungen zum russischen philosophischen Diskurs von Lomonosov bis Losev. 2004. Leinen. XVIII, 592 S. ISBN 3-87690-884-1.
- 29: Rozmova, Beseda: Das ruthenische und kirchenslavische Berlaimont-Gesprächsbuch des Ivan Uzevyc. Mit lateinischem und polnischem Paralleltext herausgegeben von Daniel Buncic und Helmut Keipert. München: Otto Sagner 2005, ca. L, 340 S. ISBN 3-87690-892-2.
- 30: Wolf, Markus: Zid - Kritik einer Wortverbannung. Imagologie Israels zwischen staatspolitischem Kalkül und künstlerischer Verfremdung. 2005, 421 S. ISBN 3-87690-905-8.
- 31: Danylenko, Andrii: Slavica et Islamica. Ukrainian in Context. 2006. XVIII, 460 S. ISBN 3-87690-970-8.
- 32: Breu, Walter, Giovanni Piccoli: Südslavisch unter romanischem Dach. Die Moliseslaven in Geschichte und Gegenwart im Spiegel ihrer Sprache.
  - Teil I: Texte gesprochener Sprache aus Aquaviva Collecroce. 2011. Leinen, XXIV, 384 S. 56.- Euro ISBN 978-3-86688-139-6
  - Teil II: Texte gesprochener Sprache aus Montemitro und San Felice del Molise. 2012. Leinen, XVIII, 420 S. 58.- Euro, ISBN 978-3-86688-234-8, ISBN 978-3-86688-235-5 (E-Book).
- 33: Engel, Ulrich, Smilja Srdić, Milivoj Alanović, Annette Đurović.: Deutsch-serbische kontrastive Grammatik.
  - Teil I: DER SATZ. 2012. Leinen, 186 S.- 36.- €, ISBN 978-3-86688-265-2, ISBN 978-3-86688-266-9 (E-Book).
  - Teil II: DAS NOMEN UND DER NOMINALE BEREICH. Herausgegeben von der Philologischen Fakultät der Universität Belgrad. 2014. Leinen, 173 S. 34,- ISBN 978-3-86688-429-8, ISBN 978-3-86688-430-4 (E-Book).
  - Teil III: VERB UND VERBALKOMPLEX, herausgegeben von Ulrich Engel. 2014. Leinen, 152 S. 32,- €, ISBN 978-3-86688-471-7, ISBN 978-3-86688-472-4 (E-Book).
- 34: Djordjević, Miloje, Ulrich Engel: Srpsko-nemački rečnik valentnosti glagola. Wörterbuch zur Verbvalenz Serbisch-Deutsch. 2013. Leinen, 780 S. 58.- Euro, ISBN 978-3-86688-322-2, ISBN 978-3-86688-323-9 (E-Book).
- 35: Koschmal, Walter: Taras Ševčenko: Die vergessene Dichter-Ikone. 2014. Leinen. 267 S. 38,- €, ISBN 978-3-86688-431-1, ISBN 978-3-86688-432-8 (E-Book).